# Tmarus aberrans
Tmarus aberrans är en spindelart som beskrevs av Cândido Firmino de Mello-Leitão 1944. 
Tmarus aberrans ingår i släktet Tmarus och familjen krabbspindlar. Inga underarter finns listade i Catalogue of Life.